# Liberty (1924-1950)
Pour les articles homonymes, voir Liberty.
Liberty est un hebdomadaire américain publié de 1924 à 1950, ayant pour slogan « A Weekly for Everybody » (« Un hebdomadaire pour tous »). La revue a été fondée par McCormick-Patterson, resté éditeur jusqu'en 1931, date à laquelle Bernarr Macfadden a racheté la revue pour la revendre en 1942.
Le magazine a été considéré à un moment donné comme étant la seconde revue la plus importante en Amérique, derrière The Saturday Evening Post.
La revue, en plus de traiter de sujets généraux, publiait des nouvelles d'auteurs, dont certains étaient ou sont devenus particulièrement célèbres.